# KAA Gent
A Koninklijke Atletiek Associatie Gent, rövid nevén: KAA Gent egy belga labdarúgócsapat, melyet 1864-ben alapítottak Gentben. Az 1989/90-es szezon óta a Jupiler Pro League-ben szerepel. A klubot 1971 óta ismerik jelenlegi, holland nevén, előtte La Gantoise-nak hívták.

## Sikerek
Jupiler League
- Bajnok (1): 2014–15
- Ezüstérmes (3): 1954–55, 2009–10, 2019–20

Belga Kupa
- Győztes (4): 1963–64, 1983–84, 2009–10, 2021–22
- Döntős (2): 2007–08, 2018–19

Belga Szuperkupa
- Győztes (1): 2015
- Döntős (1): 1984, 2010

Intertotó-kupa
- Döntős (2): 2004, 2005

## Jelenlegi keret
Frissítve: 2022. február 22. 
| #  |     | Poszt | Név                    |
| -- | --- | ----- | ---------------------- |
| 1  | TUR | K     | Sinan Bolat            |
| 2  | KEN | V     | Joseph Okumu           |
| 3  | CIV | V     | Christopher Opéri      |
| 5  | CMR | V     | Michael Ngadeu-Ngadjui |
| 6  | GHA | KP    | Elisha Owusu           |
| 8  | BEL | KP    | Vadis Odjidja-Ofoe ()  |
| 9  | UKR | KP    | Roman Bezusz           |
| 11 | SRB | CS    | Darko Lemajić          |
| 13 | BEL | KP    | Julien De Sart         |
| 14 | BEL | V     | Alessio Castro-Montes  |
| 15 | NGA | KP    | Adewale Oladoye        |
| 16 | NGA | CS    | Chinonso Emeka         |
| 17 | DEN | KP    | Andrew Hjulsager       |
| 18 | BEL | KP    | Matisse Samoise        |
| 19 | BEL | CS    | Gianni Bruno           |

| #  |     | Poszt | Név                                                     |
| -- | --- | ----- | ------------------------------------------------------- |
| 20 | GER | V     | Jordan Torunarigha (kölcsönben a Hertha BSC csapatától) |
| 21 | NOR | V     | Andreas Hanche-Olsen                                    |
| 22 | GAM | KP    | Sulayman Marreh                                         |
| 23 | ISR | CS    | Yonas Malede                                            |
| 24 | BEL | KP    | Sven Kums                                               |
| 25 | ANG | V     | Núrio Fortuna                                           |
| 26 | BEL | K     | Louis Fortin                                            |
| 28 | BEL | KP    | Wouter George                                           |
| 29 | BEL | CS    | Laurent Depoitre                                        |
| 31 | BEL | V     | Bruno Godeau                                            |
| 33 | BEL | K     | Davy Roef                                               |
| 34 | MAR | CS    | Tarik Tiszúdálí                                         |
| 35 | BEL | V     | Cederic Van Daele                                       |
| 43 | MLI | V     | Ibrahima Cissé                                          |
| 44 | BEL | K     | René Vanden Borre                                       |

## Európai kupaszereplés
Frissítve: 2019. augusztus 19. 
| Sorozat                     | Mérkőzés | Győzelem | Döntetlen | Vereség | RG  | KG  | %     |
| --------------------------- | -------- | -------- | --------- | ------- | --- | --- | ----- |
| UEFA-bajnokok ligája        | 10       | 3        | 1         | 6       | 11  | 17  | 30,00 |
| Kupagyőztesek Európa-kupája | 4        | 1        | 1         | 2       | 2   | 5   | 25,00 |
| UEFA-kupa/Európa-liga       | 74       | 28       | 21        | 25      | 107 | 115 | 37,84 |

## Magyarok a klubnál
| - Varga Zoltán (1977) | - Petry Zsolt (1991–1995) | - Szekeres Tamás (1999–2000) |

## Külső hivatkozások
- A KAA Gent hivatalos honlapja